# Bob Ludwig
Bob Ludwig (født Robert C. Ludwig, 11. december 1944) er en amerikansk 12x Grammy-prisvindende Mastering-ingeniør. Han har masteret optagelser på alle de store indspilningsformater for alle de store pladeselskaber på indspilninger med mere end 1300 kunstnere, herunder Led Zeppelin, Lou Reed, Queen, Jimi Hendrix, Paul McCartney, Nirvana og Bruce Springsteen. Ludwig har også arbejdet på produktioner for flere kendte danske musikere, heriblandt Kashmir og Thomas Helmig.

## Biografi
Ludwig er (fortsat) en aktiv spiller i musikindustrien, blandt andet som dommer for den 8. 10 og 14. årlige Independent Music Awards, hvor han gav sit bidrag med at hjælpe kommende uafhængige kunstneres karriere. Ludwig er aktiv i Audio Engineering Society og er tidligere formand for New York AES-sektionen. Han var medformand for Producers and Engineers Wing i 5 år og er i øjeblikket i Advisory Council for P&E Wing af det amerikanske National Academy of Recording Arts and Sciences.
Ludwigs mastering-kreditteringer inkluderer albums for mange store kunstnere, indbefattet navne som Jimi Hendrix, Phish, Rush, Mötley Crüe, Megadeth, Metallica, Gloria Estefan, Nirvana, The Strokes, Queen, U2, Sting, The Police, Janet Jackson, Mariah Carey, Beck, Guns N' Roses, Richie Sambora, Tool, Simple Minds, Bryan Ferry, Tori Amos, Bonnie Raitt, Mark Knopfler, Leonard Cohen, David Bowie, Paul McCartney, Bruce Springsteen, the Bee Gees, Madonna, Richard Wood, Supertramp, Will Ackerman, Pet Shop Boys, Radiohead, Elton John og Daft Punk.